# Eugène Poncin
Pour les articles homonymes, voir Poncin (homonymie).
Eugène Poncin, né le 25 janvier 1860 dans le 11e arrondissement de Paris et mort le 1er février 1940, est un compositeur et chef d'orchestre français.

## Biographie
Il entre au Conservatoire de Paris en 1874 et en est lauréat en 1877. Baryton d'opérette et d'opéra-comique, il décide de changer de carrière et devient, en 1880, photographe puis, en 1882, revient à la musique comme chef d'orchestre. 
Après sept ans en province, il retourne à Paris où il compose ou arrange pour le café-concert des mélodies souvent signées par des artistes en vogue. Travaillant en fin pour lui-même, ses chansons sont interprétées, entre autres, par Yvette Guilbert, Félix Mayol ou Marius Richard. On lui doit ainsi près de 700 compositions musicales sur des textes, entre autres, de Georges Arnould, Émile Bessière, Louis Bouvet, Paul Briollet, Henri Christiné, Henri Darsay, Lucien Delormel, Jules Jouy, Octave Pradels, etc. 
Son titre le plus connu reste Le Printemps chante qui apparaît sur diverses compilations.
Il est le père de l'acteur, artiste peintre et dessinateur Marcel Poncin (1890-1953).